# Felice Leonardo
Felice Leonardo (Pietramelara, 9 marzo 1915 – Roccamonfina, 15 aprile 2015) è stato un vescovo cattolico italiano.

## Biografia
Nasce a Pietramelara, in provincia di Caserta e diocesi di Teano-Calvi, il 9 marzo 1915.

### Formazione e ministero sacerdotale
Dopo gli studi è ordinato presbitero il 24 luglio 1938 e gli viene affidata la parrocchia di san Giovanni Battista di Roccamonfina che guida durante i travagliati anni della seconda guerra mondiale e della battaglia di Montecassino. Dopo la guerra viene nominato rettore del seminario interdiocesano di Teano e "canonico teologo" della cattedrale.

### Ministero episcopale
Il 22 luglio 1957 papa Pio XII lo nomina vescovo di Telese o Cerreto; riceve l'ordinazione episcopale il 29 settembre successivo nella cattedrale di Teano dal cardinale Adeodato Piazza, co-consacranti il vescovo Matteo Guido Sperandeo e l'arcivescovo Giacomo Palombella. Il 19 ottobre prende possesso della diocesi; ad Amorosi, presso il ponte sul fiume Volturno, ha inizio un corteo di macchine che, dopo una tappa a Telese Terme, raggiunge Cerreto Sannita dove il nuovo vescovo è atteso da una grande folla.
Partecipa assiduamente alle sedute del Concilio Vaticano II tra il 1962 e il 1965, diventando poi delegato al lavoro della Conferenza Episcopale Beneventana. In sede regionale si dedica particolarmente alla pastorale della famiglia.
Negli anni 1960 organizza gli "Incontri Quaresimali del Giovedì" che hanno fra i relatori anche Oscar Luigi Scalfaro e Rosa Russo Iervolino. Promuove due pellegrinaggi diocesani della statua della Madonna delle Grazie, proclamata patrona della diocesi il 2 luglio 1964 assieme a sant'Antonio di Padova e, successivamente, a sant'Alfonso Maria de' Liguori.
Nel 1962 istituisce una parrocchia nella cattedrale di Cerreto Sannita, che migliora dotandola di un nuovo impianto elettrico, di un pavimento in marmo e di nuovi strumenti di amplificazione. Dopo il terremoto dell'Irpinia del 1980 si attiva per reperire nuovi finanziamenti da destinare alla ristrutturazione della cattedrale e di tutte le altre chiese della diocesi danneggiate.
Ristruttura radicalmente il seminario diocesano di Cerreto Sannita con il ricavato della vendita di alcuni beni immobili.
Il 19 novembre 1979 istituisce l'Istituto di Scienze Religiose che nel corso del tempo ha formato catechisti, animatori e alcune decine di docenti di religione.
Il 2 gennaio 1982 viene nominato amministratore apostolico della diocesi di Sant'Agata de' Goti per poi diventarne vescovo il 21 marzo 1984. Il 30 settembre 1986 la Congregazione per i vescovi, con il decreto Instantibus votis dispone l'unione delle due diocesi di Telese o Cerreto e Sant'Agata e gli assegna la guida della nuova diocesi con sede in Cerreto Sannita.
Il 9 marzo 1990, al compimento del settantacinquesimo anno di età, presenta la sua rinuncia al governo della diocesi; papa Giovanni Paolo II la accoglie il 20 luglio 1991.
Muore a Roccamonfina alle 22 del 15 aprile 2015 all'età di 100 anni: era il più anziano vescovo italiano vivente. Dopo le esequie, presiedute il 17 aprile dal cardinale Crescenzio Sepe, arcivescovo di Napoli, viene tumulato nella cripta della cattedrale di Cerreto Sannita.

## Genealogia episcopale
La genealogia episcopale è:
- Cardinale Scipione Rebiba
- Cardinale Giulio Antonio Santori
- Cardinale Girolamo Bernerio, O.P.
- Arcivescovo Galeazzo Sanvitale
- Cardinale Ludovico Ludovisi
- Cardinale Luigi Caetani
- Cardinale Ulderico Carpegna
- Cardinale Paluzzo Paluzzi Altieri degli Albertoni
- Papa Benedetto XIII
- Papa Benedetto XIV
- Cardinale Enrico Enriquez
- Arcivescovo Manuel Quintano Bonifaz
- Cardinale Buenaventura Córdoba Espinosa de la Cerda
- Cardinale Giuseppe Maria Doria Pamphilj
- Papa Pio VIII
- Papa Pio IX
- Cardinale Alessandro Franchi
- Cardinale Giovanni Simeoni
- Cardinale Antonio Agliardi
- Cardinale Basilio Pompilj
- Cardinale Adeodato Piazza, O.C.D.
- Vescovo Felice Leonardo